# ضريح السيد فاضل
ضريح السيد فاضل (بالفارسية: آرامگاه سید فاضل) هو ضريح تاريخي يعود إلى القاجاريون والدولة البهلوية، ويقع في مقاطعة نطنز.